# Tipula (Savtshenkia) elgonensis
Tipula (Savtshenkia) elgonensis is een tweevleugelige uit de familie langpootmuggen (Tipulidae). De soort komt voor in het Afrotropisch gebied.